# Reacciones al accidente del Vuelo 2933 de LaMia

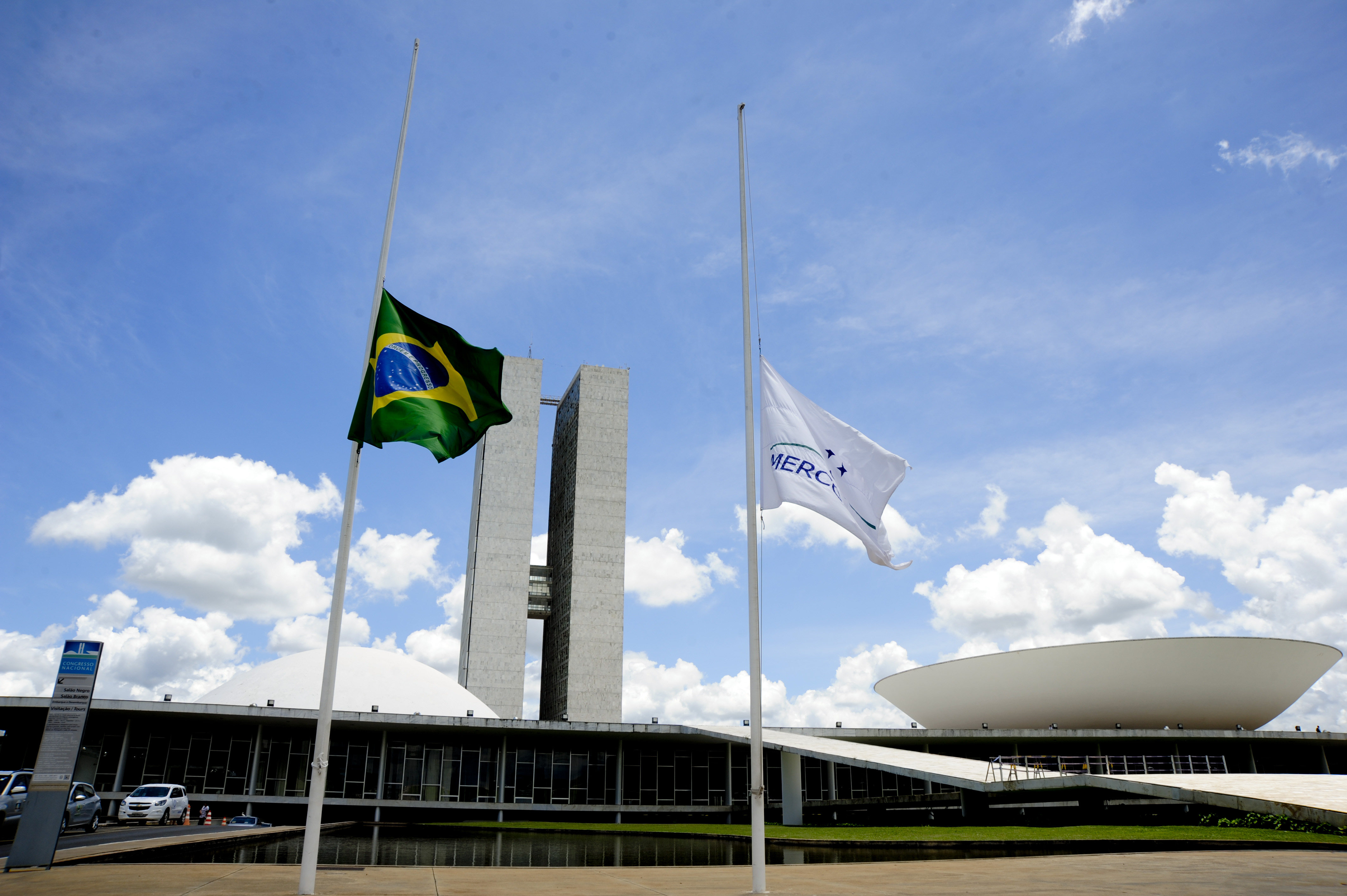
Banderas del Mercosur y Brasil a media hasta en el edificio del Congreso en Brasilia.

El accidente del Vuelo 2933 de LaMia ocurrido el 28 de noviembre de 2016, en el que murieron jugadores de la Associação Chapecoense de Futebol y varios periodistas dejaron diferentes repercusiones en el mundo del fútbol.

## Asociaciones de Fútbol

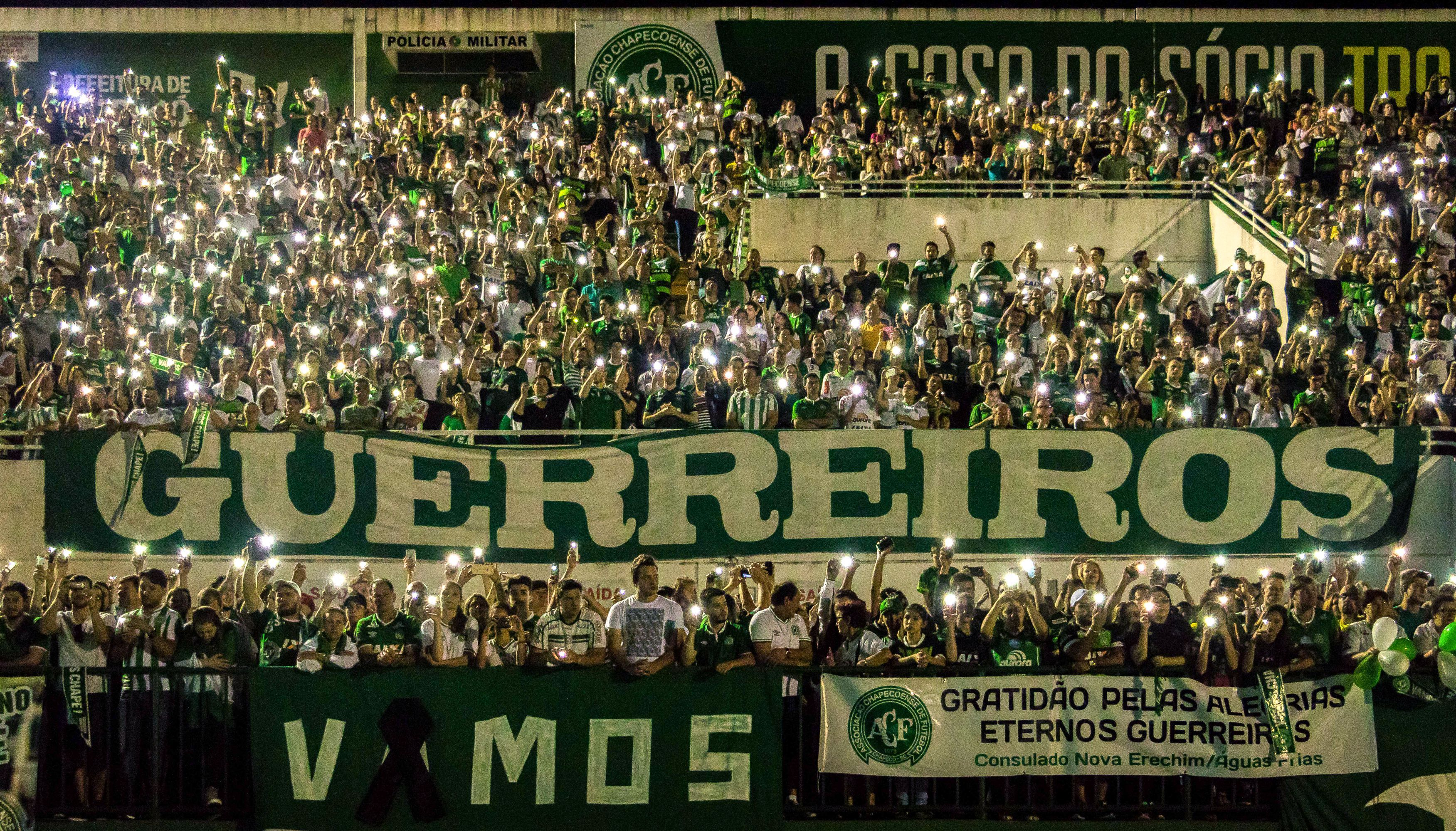
Miles se reunieron en el estadio de Chapecoense para recibir a los cuerpos.

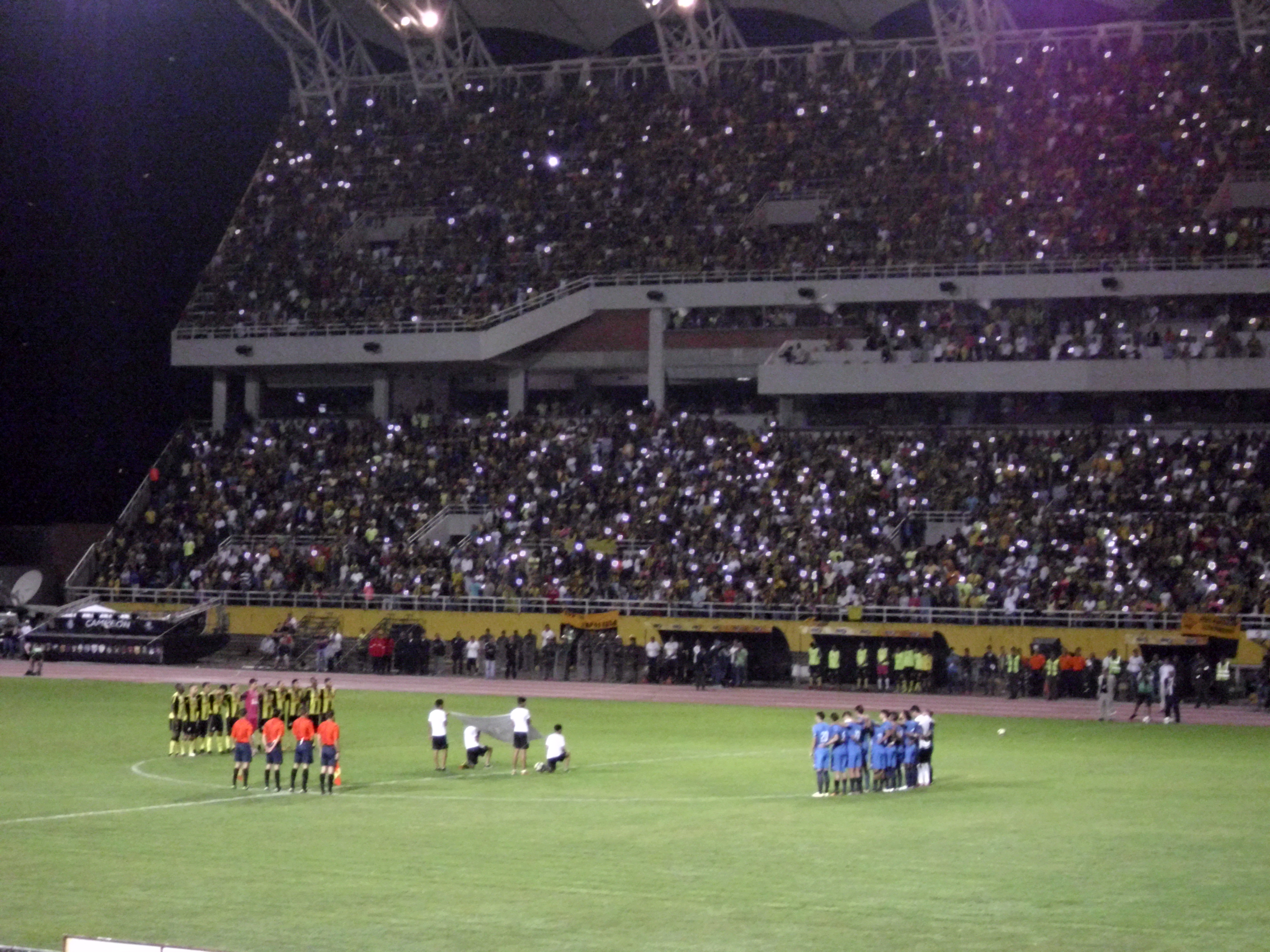
Minuto de silencio en Pueblo Nuevo, Venezuela.

### FIFA
El flamante presidente de la FIFA Gianni Infantino se hizo presente en el Arena Condá, estadio del Chapecoense, para acompañar a familiares y aficionados en el masivo velorio que se llevó a cabo. La comitiva oficial incluyó a exjugadores de nivel mundial como Clarence Seedorf y Carles Puyol además del jugador del Real Madrid, Lucas Silva. Infantino dio su discurso al final de una extensa ceremonia diciendo: "Hoy todos somos brasileños, todos somos chapecoenses".

### CONMEBOL
La CONMEBOL nombró oficialmente a Chapecoense campeón de la Copa Sudamericana 2016 el 5 de diciembre. La escuadra brasilera, declarada campeona póstuma de la copa recibió el premio económico (2 millones de dólares), la clasificación automática a la Copa Libertadores 2017  y disputará las Copa Suruga Bank 2017 y la Recopa Sudamericana 2017 frente a quien hubiese sido su rival en la final de la Copa Sudamericana 2016, Atlético Nacional. El club colombiano fue galardonado por Conmebol con el premio único de Fair Play Centenario en reconocimiento a su espíritu deportivo.

### UEFA
La UEFA pidió oficialmente un minuto de silencio en todos los partidos a disputarse por la Liga de Campeones . Su presidente, Aleksander Čeferin, dijo en un comunicado: "El fútbol europeo se une para expresar sus mayores condolencias a Chapecoense, a la confederación de futbol brasileña, a Conmebol y a las familias de las víctimas".

## Países
- La Asociación del Fútbol Argentino envió una carta acompañando al equipo brasilero y propuso ofrecer jugadores a préstamo para la reconstrucción de la plantilla. Todos los partidos de la primera división realizaron un minuto de silencio en conmemoración a las víctimas. San Lorenzo mostró sus respetos usando las camisetas del Chapecoense mientras que varios equipos como Racing Club de Avellaneda y Huracán jugaron con un escudo de Chapecoense en sus camisetas. River Plate presentó un conjunto alternativo de color verde. .[9][10][11]
- Se realizó un minuto de silencio antes de disputar la final de la Copa Australiana en Melbourne.[12]
- A pocas horas del accidente la CBF le pidió a Chapecoense jugar la próxima fecha del Brasileirão frente al Atlético-MG, por ser la última fecha del torneo y a modo de homenaje a sus jugadores.[13] El presidente Michel Temer declaró tres días de duelo nacional y pidió que el personal de la embajada brasileña en Medellín se traslade a asistir a las familias y sobrevivientes del accidente.[14]
- El Club Bolívar y el apoyo de Real Potosí y Nacional Potosí  utilizó un uniforme verde emulando la camisa del Chapecoense. El club boliviano anunció que esta edición limitada saldrá a la venta y que las ganancias irán al club de la ciudad de Chapecó.[15] El gobierno de Bolivia envió expertos hacia Colombia para que puedan trabajar con las autoridades locales, brasileras y británicas en la investigación del siniestro.[16][17]
- Los equipos del fútbol colombiano ofrecieron diferentes tributos en sus partidos.[18] Un emotivo homenaje de cuatro horas se llevó a cabo en el estadio Atanasio Girardot, donde se hubiese disputado la final entre Chapecoense y Atlético Nacional, a la hora en el que el partido hubiera comenzado. Más de 40.000 espectadores asistieron vestidos de blanco y portando banderas de apoyo mientras que Fox Sports transmitió en vivo desde sus señales en Latinoamérica y vía streaming desde YouTube.[19][20] Atlético Nacional pidió a CONMEBOL que declare campeón a Chapecoense de la Copa Sudamericana 2016, algo que finalmente haría días después.[21] Avianca, la aerolínea colombiana, envió a 44 psicólogos y ayuda logística para ayudar a las familias de las víctimas. La aerolínea, por pedido de las autoridades colombianas y brasileñas, también transportó a profesionales de la medicina desde Brasil para poder ayudar en la identificación de los cuerpos.[22] En Twitter, Avianca expresó su consternación por lo ocurrido con el siguiente tweet "Lamentamos profundamente lo sucedido con el vuelo Lamia 2933 en suelo antioqueño. Nuestras oraciones están con las familias de las víctimas."[23]
- Un respetuoso y sentido minuto de silencio se llevó a cabo momentos antes de disputar los cuartos de final de la Copa de la Liga entre el Liverpool y el Leeds en el estadio de Anfield.[24]
- Uruguay: AUF decretó luto por 2 días en las actividades deportivas.[25] Todos los árbitros de fútbol lucieron el escudo de Chapecoense en la fecha 14 del Campeonato Especial.[26] Además los clubes River Plate, Nacional,[27] Fénix, Defensor Sporting, Racing, Liverpool, Plaza Colonia, Cerro, Boston River, Sud América, Wanderers lucieron el escudo en su uniforme, mientras que Rampla Juniors ingresó al campo con una gorra en referencia y Danubio con una camiseta verde sobre la oficial. Tanto Peñarol[28] como Juventud utilizaron camisetas verdes para jugar sus respectivos partidos.[29]